# Kodaňská
Kodaňská ulice ve Vršovicích v Praze spojuje ulice Krymská a Vršovická. Na ulici má sídlo několik vzdělávacích institucí:
- na čísle 10 je Bankovní akademie-Gymnázium a SOŠ
- v nárožní budově s adresami Kodaňská 12 a Estonská 3 je Vysoká škola finanční a správní[1]
- na čísle 16 od roku 1908 sídlilo reálné gymnázium, které se v roce 1961 přestěhovalo do gymnázia Přípotoční a od té doby je tam Základní škola Karla Čapka[2]
- na čísle 25 je Business Institut EDU.

Na Kodaňské 46 je polyfunkční komplex 4D Center s 3 budovami o rozloze asi 30 000 čtverečních metrů, byla tu pobočka České pošty, restaurace Olive Food atd.

## Budovy, firmy a instituce
- Bankovní akademie-Gymnázium a SOŠ – Kodaňská 10[3]
- činžovní dům Kodaňská 11[4]
- Reálné gymnázium v Kodaňské, dnes Základní škola Karla Čapka – Kodaňská 16[5]
- mateřská škola – Kodaňská 17[6]
- Tesco express – Kodaňská[7]
- Business Institut – Kodaňská 25[8]
- 4D Center (budova Chemapolu) – Kodaňská 46[9]
- pobočka ČSOB – Kodaňská 48[10]